# Cơ học vật rắn
Cơ học vật rắn là một phân ngành của cơ học nghiên cứu các ứng xử của vật rắn dưới tác dụng của các lực từ bên ngoài (ngoại lực). Nó còn là một phần của một chuyên ngành nghiên cứu rộng hơn là cơ học môi trường liên tục.
Dưới tác động của ngoại lực, vật rắn (ở trạng thái cân bằng cơ học hay chuyển động) có xu hướng thay đổi hình dáng so với trước khi chịu tác dụng của lực và được gọi là biến dạng, khi đó trong vật xuất hiện ứng suất để chống lại sự biến dạng. Có một vài các mô hình vật liệu tiêu chuẩn để mô tả vật rắn ứng xử như thế nào khi chịu tác dụng của các lực:
1. Đàn hồi—Vật liệu có khả năng khôi phục lại nguyên hình dáng ban đầu khi bỏ lực tác dụng. Một lò xo tuân theo Định luật Hooke là một ví dụ về vật thể đàn hồi.
2. Đàn nhớt—là vật liệu vừa có tính đàn hồi, vừa có tính nhớt.
3. Trạng thái dẻo—một vật liệu mà khi ứng suất vượt quá một giá trị ngưỡng nào đó, nó không có khả năng khôi phục lại hình dáng ban đầu, mà vẫn còn biến dạng khi đã bỏ lực tác dụng. Thông thường vật liệu này vẫn ứng xử đàn hồi khi ứng suất trong vật vẫn còn nhỏ hơn giá trị ngưỡng.
4. Cơ học rạn nứt—có một hiện tượng lạ là một số kết cấu đã được tính toán có khả năng chịu được tải trọng ở trạng thái đài hồi (trạng thái giới hạn thứ nhất) và thậm chí chịu được ở tải ở trạng thái dẻo (trạng thái giới hạn thứ 2). Nhưng vẫn bị sụp đổ mà nguyên nhân là một bí ẩn. Sau một thời gian nghiên cứu người ta cho ra đời một ngành tính toán mới là cơ học rạn nứt. kết quả người ta biết rằng nếu cứ tác động lực vẫn nằm trong khả năng chịu lực tính toán nhưng lặp đi lặp lại nhiều lần vẫn có thể làm gãy đổ kết cấu. Định luật Paris giúp người ta dự đoán được tuổi thọ của các kết cấu, chi tiết máy chịu tải lặp lại nhiều lần.
5. Cơ học từ biến—lại một hiện tượng lạ nữa trong kết cấu, khi tác dụng lực nằm trong khả năng tính toán của kết cấu nhưng với thời gian lâu vật liệu bị mỏi, giống như ta đứng lâu mỏi chân. Bản chất của hiện tượng cơ học này là vật liệu mỏi do từ biến. (Ai viết về khía niệm này cần xem lai, hiện tượng mỏi trong cơ học vật rắn khác với hiện tượng "mỏi" trong sinh học. Hiện tượng mỏi trong cơ học vật rắn xuất hiện khi kết cấu chịu tải trọng tuần hoàn có chu kỳ dẫn đến xuất hiện các vết nứt vi mô, ứng suất tập trung ở đáy vết nứt dẫn đến phát triển và mở rộng vết nứt và cuối cùng dẫn đến sự phá hủy kết cấu)

Một trong những ứng dụng phổ biến nhất của cơ học vật rắn biến dạng là phương trình dầm Euler-Bernoulli.
Cơ học vật rắn sử dụng rộng rãi khái niệm ten xơ để mô tả ứng suất, biến dạng và quan hệ giữa chúng.
Một cách điển hình, cơ học vật rắn dùng mô hình tuyến tính để biểu diễn quan hệ giữa ứng suất và biến dạng.
Để hiểu thêm các định nghĩa cụ thể hơn của ứng suất, biến dạng và quan hệ giữa chúng, xem thêm sức bền vật liệu.